# جون ولس
جون ولس (بالإنجليزية: John Wells)‏ هو مجدف أمريكي، ولد في 1859 في مسيسيبي في الولايات المتحدة، وتوفي في 18 أبريل 1929 في نيو أورلينز في الولايات المتحدة.

## وصلات خارجية
- جون ولس على موقع الاتحاد الدولي للتجديف (الإنجليزية)
- جون ولس على موقع أوليمبيديا (الإنجليزية)